# Борнгольм
Бо́рнгольм (дан. Bornholm) — острів у Балтійському морі, належить Данії. Площа острова становить 588 км². За переписом 2006 року населення острова становило 43 245 людей. Острів розташовується на схід від основної частини Данії, на південь від Швеції, на північ від Польщі. До головних напрямків господарської діяльності на острові належать лов риби, художні ремесла, такі як виробництво скляних і керамічних виробів, молочне сільське господарство, туризм у літній період.

## Історія
Давня назва острова — Burgundarholm, король Англії Альфред І уживав назву англ. Burgenda land. Уважається, що ця назва походить від імені германського племені Бургундів, які зупинились на острові дорогою зі Скандинавії в басейн Вісли (до III сторіччя н. е.). Борнгольм входив у провінцію Сканія, яка була частиною Данських Земель у Середньовіччі. Питання володіння островом вилилось у довгу суперечку між королями Данії і єпископами Лунда. 1250 р. Лундський єпископ збудував на Борнгольмі фортецю Гаммерсгус (дан. Hammershus). З фортеці починалися військові кампанії, і 1259 р. острів завойовано. Статус острова був причиною суперечок ще протягом 200 років.
1525 р. Борнгольм був закладений у заставу до Любека на 50 років.
1645 р. Швеція завоювала острів, але потім повернула його Данії. 1658 р. Данія віддала Борнгольм Швеції згідно з Роскільдським договором. Населення Борнгольму повстало того самого року, і острів залишився в Данії за Копенгагенським договором (1660).
1940 року почалася німецька окупація, а від 1945 до 1946 рр. Борнгольм був окупований радянськими військами — Борнгольмський десант.